# Kamil Bednarek
Kamil Bednarek pseud. MaccaBraa (ur. 10 maja 1991 w Brzegu) – polski raper, piosenkarz, autor tekstów i piosenek, wykonawca muzyki reggae.
W latach 2008–2012 wokalista formacji Star Guard Muffin, od 2012 lider zespołu sygnowanego jego nazwiskiem.

## Kariera muzyczna
W 2008 założył z przyjaciółmi zespół Star Guard Muffin. Pierwszy koncert zagrali w rodzinnym Brzegu, poprzedzając występ EastWest Rockers. Po kilku wygranych przeglądach muzycznych, w 2009 wydali debiutancki minialbum pt. Ziemia Obiecana, na którym umieścili autorski materiał. Pozostając wokalistą zespołu, w 2010 wziął solowo udział w trzeciej edycji programu TVN Mam talent! i dotarł do jego finału, w którym zajął drugie miejsce. 19 listopada tego samego roku wydał ze Star Guard Muffin album studyjny pt. Szanuj, który zajął pierwsze miejsce na liście bestsellerów płytowych OLiS i uzyskał certyfikat kilkukrotnieplatynowej płyty.

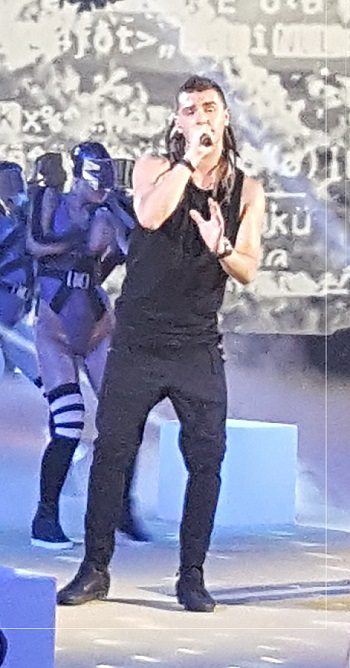
Bednarek na konferencji ramówkowej TVN w Warszawie (2017)

24 czerwca wydał z zespołem minialbum pt. Jamaican Trip, który nagrywał od kwietnia w studiu Tuff Gong w Kingston na Jamajce. Latem tego samego roku wykonał z zespołem utwór Marka Grechuty „Dni, których nie znamy” na 47. Krajowym Festiwalu Piosenki Polskiej w Opolu. Jesienią przeszedł zabieg wycięcia polipa na strunie głosowej.
W 2012 zwyciężył w finale pierwszej edycji programu rozrywkowego TVP2 Bitwa na głosy, w którym objął funkcję przewodniczącego 16-osobowej grupy wokalistów z Brzegu. W marcu tego samego roku podjął decyzję o zawieszeniu działalności zespołu Star Guard Muffin, tłumacząc fakt odejściem ze składu Kuby Wojciechowskiego i Szymona Chudego. Kontynuował działalność artystyczną z udziałem zespołu Bednarek, z którym m.in. wystąpił w czerwcu 2012 z utworem Skaldów „Wszystko mi mówi, że mnie ktoś pokochał” w koncercie Szalone lata 60! podczas 49. KFPP w Opolu.
28 listopada 2012 wydał swój pierwszy solowy album studyjny pt. Jestem…, który dotarł do pierwszego miejsca na liście OLiS i za którego sprzedaż uzyskał status diamentowej płyty. Album promował m.in. singlami „Cisza” i „Chodź ucieknijmy...”. 29 maja 2015 wydał album pt. Oddycham, który nagrał z zespołem Bednarek. Wydawnictwo, które uzyskało certyfikat platynowej płyty, promował singlami: „Chwile jak te”, „Sailing”, „Euforia” i „List”. W styczniu 2017 wydał utwór „Talizman”, który nagrał z gościnnym udziałem Matheo. Zdobył cztery nominacje do Eska Music Awards 2017, ostatecznie zgarniając statuetkę w kategorii „artysta roku”. Do końca roku wydał jeszcze dwa single: „Poczuj luz” i „Jak długo jeszcze” z gościnnym udziałem Natalii Szroeder. 1 grudnia wydał album pt. Talizman, który w styczniu 2018 osiągnął status złotej płyty.
W 2019 był jednym z trenerów 10. edycji programu rozrywkowego TVP2 The Voice of Poland. W kwietniu 2021 stacja telewizyjna Eska TV wyemitowała dwuodcinkowy program Dubaj według Bednarka. W sierpniu 2021 odbyła się premiera singla Beaty Kozidrak „Biegiem” z gościnnym udziałem Bednarka. 

## Życie prywatne
14 lutego 2023 wziął ślub z Pamelą. Wcześniej w latach 2012-2021 był w związku z Victorią Hall.

## Dyskografia
Albumy
| Rok  | Album                                                          | Pozycja na liście | Sprzedaż        | Certyfikat              |
| Rok  | Album                                                          | POL               | Sprzedaż        | Certyfikat              |
| ---- | -------------------------------------------------------------- | ----------------- | --------------- | ----------------------- |
| 2012 | Jestem… - Data: 28 listopada 2012 - Wydawca: Lou & Rocked Boys | 1                 | - POL: 150 000+ | - POL: diamentowa płyta |
| 2015 | Oddycham - Data: 29 maja 2015 - Wydawca: Lou & Rocked Boys     | 2                 | - POL: 30 000+  | - POL: platynowa płyta  |
| 2017 | Talizman - Data: 1 grudnia 2017 - Wydawca: Space Records       | 6                 | - POL: 15 000+  | - POL: złota płyta      |
| 2021 | Bednarek Inaczej - Data: 3 lipca 2021 - Wydawca: Space Records | 11                |                 |                         |

Kompilacje
| Rok  | Album                                                                | Pozycja na liście |
| Rok  | Album                                                                | POL               |
| ---- | -------------------------------------------------------------------- | ----------------- |
| 2013 | Jestem…suplement - Data: 5 grudnia 2013 - Wydawca: Lou & Rocked Boys | 17                |

Albumy koncertowe
| Rok  | Album                                                                             | Pozycja na liście |
| Rok  | Album                                                                             | POL               |
| ---- | --------------------------------------------------------------------------------- | ----------------- |
| 2014 | Przystanek Woodstock 2013: Bednarek - Data: 1 maja 2014 - Wydawca: Złoty Melon    | 2                 |
| 2014 | Przystanek Woodstock 2014: Bednarek - Data: 4 grudnia 2014 - Wydawca: Złoty Melon | 45                |
| 2019 | MTV Unplugged - Data: 1 lutego 2019 - Wydawca: Space Records                      | 5                 |

Single
- Jako główny artysta

| 2012                         | „Nie chcę wyjeżdżać stąd”                       | –  | – | –  | – | – | –  |                |                        | Jestem...        |
| 2012                         | „Think About Tommorow”                          | –  | – | –  | – | – | –  |                |                        | Jestem...        |
| 2013                         | „Cisza”                                         | 1  | – | 1  | 1 | 1 | 19 |                |                        | Jestem...        |
| 2013                         | „Dni, których jeszcze nie znamy”                | 16 | 1 | –  | – | 1 | –  |                |                        | Jestem...        |
| 2014                         | „Chodź ucieknijmy...”                           | 7  | 2 | –  | – | 1 | –  |                |                        | Jestem...        |
| 2014                         | „Chwile jak te” (gościnnie: Staff)              | 2  | 2 | 8  | 1 | 1 | –  |                |                        | Oddycham         |
| 2015                         | „Sailing”                                       | –  | 2 | –  | – | 3 | –  |                |                        | Oddycham         |
| 2015                         | „Euforia” (gościnnie: Staff)                    | 14 | 2 | –  | 2 | 1 | –  |                |                        | Oddycham         |
| 2016                         | „List”                                          | 11 | 1 | –  | 1 | 1 | –  |                |                        | Oddycham         |
| 2017                         | „Talizman” (gościnnie: Matheo)                  | 7  | 1 | –  | 1 | 1 | 7  |                |                        | Talizman         |
| 2017                         | „Poczuj luz”                                    | 2  | 3 | –  | 1 | 1 | 15 |                |                        | Talizman         |
| 2017                         | „Get Up” (oraz Raging Fyah)                     | –  | – | –  | – | – | –  |                |                        | Talizman         |
| 2017                         | „Jak długo jeszcze”                             | 37 | 5 | 1  | 7 | – | –  |                |                        | Talizman         |
| 2018                         | „Zabieram cię na trip”                          | –  | – | –  | – | – | –  |                |                        | Talizman         |
| 2018                         | „Klub”(gościnnie: Staff)                        | –  | – | –  | – | – | –  |                |                        | Talizman         |
| 2018                         | „Oaza spokoju”                                  | –  | – | –  | – | – | –  |                |                        | MTV Unplugged    |
| 2019                         | „Spragniony” (gościnnie: Igor Herbut)           | 45 | 2 | 6  | – | – | –  |                |                        | MTV Unplugged    |
| 2019                         | „Pragnienia szczyt”                             | –  | – | –  | – | – | –  |                |                        | MTV Unplugged    |
| 2019                         | „Możemy więcej” (gościnnie: Matheo i Claysteer) | 22 | – | –  | – | 5 | 20 |                |                        | –                |
| 2019                         | „Milczące lasy” (gościnnie: Anja Sei)           | –  | – | –  | – | – | –  |                |                        | –                |
| 2020                         | „Bądź przy mnie”                                | 7  | 1 | 1  | 1 | 2 | 1  | - POL: 20 000+ | - POL: platynowa płyta | Bednarek inaczej |
| 2020                         | „Momenty”                                       | 24 | 2 | 16 | 5 | 3 | –  |                |                        | Bednarek inaczej |
| 2020                         | „Wojownik światła”                              | 6  | 2 | 15 | – | 1 | 10 |                |                        | Bednarek inaczej |
| 2020                         | „S.O.S.”                                        | –  | – | –  | – | – | –  |                |                        | Bednarek inaczej |
| 2021                         | „Prosto w twarz”                                | –  | – | –  | – | – | –  |                |                        | Bednarek inaczej |
| 2021                         | „Pull Up”                                       | 7  | 1 | 3  | – | 1 | 4  |                |                        | Bednarek inaczej |
| 2021                         | „MMXXI”                                         | –  | – | –  | – | – | –  |                |                        | Bednarek inaczej |
| 2022                         | „Z życia jak najwięcej”                         | –  | – | –  | – | – | –  |                |                        | –                |
| 2022                         | „Ambasadorzy rozrywki”                          | –  | – | –  | – | – | –  |                |                        | –                |
| 2023                         | „Czuć się kochanym”                             | –  | – | –  | – | – | –  |                |                        | –                |
| „–” singel nie był notowany. |                                                 |    |   |    |   |   |    |                |                        |                  |

- Z gościnnym udziałem

| Rok                          | Tytuł                                                                              | Pozycja na liście | Pozycja na liście     | Pozycja na liście | Pozycja na liście | Pozycja na liście | Album                  |
| Rok                          | Tytuł                                                                              | POL (airplay)     | POL (airplay nowości) | Eska              | RMF FM            | RMF Maxxx         | Album                  |
| ---------------------------- | ---------------------------------------------------------------------------------- | ----------------- | --------------------- | ----------------- | ----------------- | ----------------- | ---------------------- |
| 2013                         | „Szukając szczęścia” – Mesajah (gościnnie: Kamil Bednarek)                         | 8                 | –                     | 7                 | 1                 | 7                 | Jestem stąd            |
| 2013                         | „Niech gadają” – KaCeZet & Fundamenty (gościnnie: Kamil Bednarek)                  | –                 | –                     | –                 | –                 | –                 | Dziennik kapitana cz.1 |
| 2014                         | „Matka muzyka (Mercy, Mercy, Mercy)” – Lion Vibrations (gościnnie: Kamil Bednarek) | –                 | –                     | –                 | –                 | –                 | Friends                |
| 2014                         | „Ten czas” – Donatan i Cleo (gościnnie: Kamil Bednarek)                            | –                 | –                     | –                 | –                 | –                 | Hiper/Chimera          |
| 2015                         | „Nie pozwól” – Donatan i Cleo (gościnnie: Kamil Bednarek)                          | –                 | 2                     | –                 | –                 | –                 | Hiper/Chimera          |
| 2021                         | „Nasz ślad” (oraz Sound'n'Grace)                                                   | –                 | –                     | –                 | –                 | –                 | Początek               |
| 2021                         | „Biegiem” (oraz Beata Kozidrak)                                                    | –                 | –                     | –                 | –                 | –                 | 4B                     |
| „–” singel nie był notowany. |                                                                                    |                   |                       |                   |                   |                   |                        |

- Występy gościnne

| Rok  | Utwór                                | Album                                         | Źródło |
| ---- | ------------------------------------ | --------------------------------------------- | ------ |
| 2011 | „Sobą być”                           | Zeszyt outsidera – KrzyHu                     | [ 39 ] |
| 2012 | „Szukając szczęścia”                 | Jestem stąd – Mesajah                         | [ 40 ] |
| 2012 | „Shot Yourself (Acoustic Version)”   | Radio Pezet. Produkcja Sidney Polak – Pezet   | [ 41 ] |
| 2012 | „Pasja”                              | Achtung 2012 – Farben Lehre                   | [ 42 ] |
| 2012 | „Please Call Me Later”               | Call Me Later (EP) – Haydamaky                | [ 43 ] |
| 2013 | „Niech gadają”                       | Dziennik kapitana cz.1 – KaCeZet & Fundamenty | [ 44 ] |
| 2013 | „Nie zatrzymasz miłości”             | Bieguny – Pajujo                              | [ 45 ] |
| 2014 | „Matka muzyka (Mercy, Mercy, Mercy)” | Friends – Lion Vibrations                     | [ 46 ] |
| 2014 | „Ten czas”                           | Hiper/Chimera – Donatan i Cleo                | [ 47 ] |
| 2014 | „Nie pozwól”                         | Hiper/Chimera – Donatan i Cleo                | [ 47 ] |
| 2014 | „Łapiesz oddech”                     | Terrrrapia – Raggafaya                        | [ 48 ] |
| 2015 | „Zbyt szybko”                        | Odmienny stan świadomości – Trzeci Wymiar     | [ 49 ] |

## Teledyski
| Rok       | Tytuł                                 | Reżyseria / Realizacja        | Album                  | Źródło        |
| --------- | ------------------------------------- | ----------------------------- | ---------------------- | ------------- |
| 2013      | „Think About Tommorow”                | Mateusz Winkiel, Mania Studio | Jestem...              | [ 50 ]        |
| 2013      | „Cisza”                               | Mateusz Winkiel               | Jestem...              | [ 51 ] [ 52 ] |
| 2013      | „Dni, których jeszcze nie znamy”      | Mateusz Rakowicz              | Jestem...              | [ 53 ]        |
| 2014      | „Chodź ucieknijmy...”                 | Grupa 13                      | Jestem...              | [ 54 ]        |
| 2014      | „Chwile jak te” (gościnnie: Staff)    | Mateusz Winkiel               | Oddycham               | [ 55 ]        |
| 2015      | „Sailing”                             | OGfilms                       | Oddycham               | [ 56 ]        |
| 2015      | „Euforia” (gościnnie: Staff)          | OGfilms                       | Oddycham               | [ 57 ]        |
| 2016      | „List”                                | Michał Braum                  | Oddycham               | [ 58 ]        |
| 2017      | „Talizman”                            | Michał Braum                  | Talizman               | [ 59 ]        |
| 2017      | „Poczuj luz”                          | Marcin Filipek/Kamil Bednarek | Talizman               |               |
| 2017      | „Jak długo jeszcze"                   | Michał Braum                  | Talizman               |               |
| 2018      | „Zabieram cię na trip”                | J3,30 Grupa                   | Talizman               |               |
| 2018      | „Klub”                                | Marcin Piotrowski             | Talizman               |               |
| 2018      | „Oaza spokoju”                        | Michał Braum                  | MTV Unplugged          |               |
| 2019      | „Spragniony” (MTV Unplugged)          | Bednarek, Igor Herbut         | MTV Unplugged          |               |
| 2019      | „Spragniony”                          | Bednarek                      | Oddycham               |               |
| 2019      | „Możemy więcej”                       | Bednarek, Matheo, Claysteer   | –                      |               |
| 2019      | „Milczące lasy”                       | Bednarek, Anja Sei            | –                      |               |
| 2020      | „Bądź przy mnie”                      | Marcin Kopiec Mortvideo       | Bednarek inaczej       |               |
| 2020      | „Momenty”                             | Marcin Kopiec Mortvideo       | Bednarek inaczej       |               |
| Gościnnie |                                       |                               |                        |               |
| 2012      | „Szukając szczęścia” – Mesajah        | OGfilms                       | Jestem stąd            | [ 60 ]        |
| 2013      | „Niech gadają” – KaCeZet & Fundamenty | Artur Królicki, Paweł Sito    | Dziennik kapitana cz.1 | [ 61 ]        |
| 2013      | „Nie zatrzymasz miłości” – Pajujo     | Mateusz Winkiel               | Bieguny                | [ 62 ]        |
| 2017      | „Głowa do góry” – Tabu                | Filminati                     |                        |               |
| 2017      | „Get Up Remix” – Raging Fyah          | Tomasz Malara                 | Talizman               | [ 63 ]        |

## Nagrody i wyróżnienia
| Rok  | Kategoria                                    | Nagroda                   | Uwagi      | Źródło |
| ---- | -------------------------------------------- | ------------------------- | ---------- | ------ |
| 2012 | Koncert TOP                                  | TOPtrendy                 | Wygrana    | [ 64 ] |
| 2012 | Super Artysta                                | Superjedynki              | Nominacja  | [ 65 ] |
| 2013 | Najlepszy polski artysta                     | MTV Europe Music Awards   | Wygrana    | [ 66 ] |
| 2013 | Najlepszy artysta Europy Wschodniej          | MTV Europe Music Awards   | Wygrana    | [ 67 ] |
| 2013 | Najlepszy międzynarodowy                     | MTV Europe Music Awards   | Nominacja  | [ 67 ] |
| 2013 | Super Artysta                                | Superjedynki              | Nominacja  | [ 68 ] |
| 2013 | Super Album                                  | Superjedynki              | Nominacja  | [ 68 ] |
| 2013 | Koncert TOP                                  | TOPtrendy                 | 3. miejsce | [ 69 ] |
| 2014 | Złoty Bączek                                 | Przystanek Woodstock 2014 | Wygrana    |        |
| 2015 | Najlepszy artysta                            | Eska Music Awards 2015    | Wygrana    | [ 70 ] |
| 2016 | Najlepszy artysta                            | Eska Music Awards 2016    | Nominacja  | [ 71 ] |
| 2017 | Najlepszy artysta                            | Eska Music Awards 2017    | Wygrana    | [ 72 ] |
| 2017 | Najlepszy hit („Talizman”)                   | Eska Music Awards 2017    | Nominacja  | [ 73 ] |
| 2017 | eskaGO Award – Najlepszy artysta w sieci     | Eska Music Awards 2017    | Nominacja  | [ 74 ] |
| 2017 | Eska TV Video – Najlepsze video („Talizman”) | Eska Music Awards 2017    | Nominacja  |        |
| 2017 | Najlepszy polski wykonawca                   | MTV Europe Music Awards   | Nominacja  | [ 75 ] |